# Плаксий, Анри
Анри Плаксий (лит. Anri Plaksij, род. 6 апреля 1995, Вильнюс) — литовский шашист, специализирующийся в международных шашках. Победитель первенства мира среди юниоров (2013). Победитель (2013) и призёр (2012 — бронза) чемпионата Литвы по международным шашкам среди мужчин. Международный мастер (2014), ранее - мастер ФМЖД (2013).
Проживает в Вильнюсе. Выступает за клуб Vilniaus jaunimo ŠK
FMJD-Id: 14960